# Felonica
Felonica är en ort och frazione i kommunen Sermide e Felonica i provinsen Mantua i regionen Lombardiet i Italien. 
Felonica upphörde som kommun den 1 mars 2017 och uppgick i kommunen Sermide som samtidigt ändrade namn till Sermide e Felonica. Den tidigare kommunen hade 1 336 invånare (2016).